# Final da Copa Libertadores da América de 1992
A Final da Copa Libertadores da América de 1992 foi a decisão da 33º edição da Copa Libertadores da América. Foi disputado o título entre Newell's Old Boys, da Argentina, e São Paulo, do Brasil, nos dias 10 e 17 de junho. Na primeira partida, disputada no Estádio Gigante de Arroyito, em Rosário, o Newell's venceu por 1-0. No segundo jogo, disputado no Estádio do Morumbi, em São Paulo, vitória do clube brasileiro pelo mesmo placar. Nas decisões por pênaltis, o São Paulo venceu por 3-2 e sagrou-se campeão da Libertadores pela primeira vez.

## Detalhes do jogo

### Primeira partida
| 10 de junho de 1992 | Newell's OB        | 1–0 | São Paulo | Estádio Gigante de Arroyito   |
|                     | Berizzo 39' (pen.) |     |           | Árbitro: Hernán Silva (Chile) |

| Newell's | São Paulo |

| GK             | 1  | Norberto Scoponi     |                               |     |
| DF             | 19 | Gustavo Raggio       |                               |     |
| DF             | 2  | Fernando Gamboa      | Penalizado com cartão amarelo |     |
| DF             | 6  | Mauricio Pochettino  |                               |     |
| DF             | 4  | Julio Saldaña        |                               |     |
| DF             | 14 | Alfredo Berti        |                               |     |
| MF             | 8  | Gerardo Martino (c)  |                               | 85' |
| MF             | 3  | Eduardo Berizzo      |                               |     |
| MF             | 7  | Julio Alberto Zamora |                               |     |
| FW             | 20 | Ricardo Lunari       |                               |     |
| FW             | 22 | Alfredo Mendoza      | Penalizado com cartão amarelo | 78' |
| Reservas:      |    |                      |                               |     |
| FW             | 9  | Cristian Domizzi     |                               | 78' |
| FW             | 11 | Aldo M. Soria        |                               |     |
| GK             | 12 | Luis Romero          |                               |     |
| FW             | 13 | Fabián Garfagnoli    |                               | 85' |
| DF             | 16 | Miguel A. D'Agostino |                               |     |
| Treinador:     |    |                      |                               |     |
| Marcelo Bielsa |    |                      |                               |     |

| GK           | 1  | Zetti          |                               |     |
| DF           | 2  | Cafú           |                               |     |
| DF           | 3  | Antônio Carlos | Penalizado com cartão amarelo |     |
| DF           | 4  | Ronaldão       |                               |     |
| DF           | 15 | Iván           |                               |     |
| MF           | 13 | Adílson        |                               |     |
| MF           | 14 | Pintado        |                               |     |
| MF           | 10 | Raí (c)        |                               |     |
| ST           | 7  | Müller         |                               |     |
| FW           | 18 | Palhinha       |                               | 62' |
| ST           | 11 | Elivélton      |                               |     |
| Reservas:    |    |                |                               |     |
| MF           | 5  | Sídnei         |                               |     |
| MF           | 8  | Suélio         |                               |     |
| FW           | 9  | Macedo         |                               | 62' |
| GK           | 12 | Marcos         |                               |     |
| FW           | 23 | Rinaldo        |                               |     |
| Treinador:   |    |                |                               |     |
| Telê Santana |    |                |                               |     |

| Árbitros assistentes: Gastan Castro (Chile) Salvador Imperatore (Chile) |

Fontes:

### Segunda partida
| 17 de junho de 1992 | São Paulo      | 1–0 | Newell's OB | Estádio do Morumbi                                      |
|                     | Raí 65' (pen.) |     |             | Público: 105,185 Árbitro: José Torres Cadena (Colômbia) |

|                        |     | Penalidades                        |  |
| Raí Iván Ronaldão Cafú | 3–2 | Berizzo Zamora Llop Mendoza Gamboa |  |

| São Paulo | Newell's |

| GK           | 1  | Zetti          |                               |     |
| DF           | 2  | Cafú           |                               |     |
| DF           | 3  | Antônio Carlos | Penalizado com cartão amarelo |     |
| DF           | 4  | Ronaldão       |                               |     |
| DF           | 15 | Iván           |                               |     |
| MF           | 13 | Adílson        |                               |     |
| MF           | 14 | Pintado        | Penalizado com cartão amarelo |     |
| MF           | 10 | Raí (c)        |                               |     |
| ST           | 7  | Müller         |                               | 65' |
| FW           | 18 | Palhinha       |                               |     |
| ST           | 11 | Elivélton      | Penalizado com cartão amarelo |     |
| Reservas:    |    |                |                               |     |
| FW           | 9  | Macedo         |                               | 65' |
| Treinador:   |    |                |                               |     |
| Telê Santana |    |                |                               |     |

| GK             | 1  | Norberto Scoponi     |                               |     |
| DF             | 5  | Juan Manuel Llop     |                               |     |
| DF             | 2  | Fernando Gamboa      | Penalizado com cartão amarelo |     |
| DF             | 6  | Mauricio Pochettino  |                               |     |
| DF             | 4  | Julio Saldaña        |                               |     |
| DF             | 14 | Alfredo Berti        | Penalizado com cartão amarelo |     |
| MF             | 8  | Gerardo Martino (c)  |                               | 46' |
| MF             | 3  | Eduardo Berizzo      |                               |     |
| MF             | 7  | Julio Alberto Zamora | Penalizado com cartão amarelo |     |
| FW             | 20 | Ricardo Lunari       | Penalizado com cartão amarelo |     |
| FW             | 22 | Alfredo Mendoza      |                               |     |
| Reservas:      |    |                      |                               |     |
| FW             | 9  | Cristian Domizzi     |                               | 46' |
| Treinador:     |    |                      |                               |     |
| Marcelo Bielsa |    |                      |                               |     |

| Assistentes: John Toro Rendón (Colômbia) Jorge Eliezer Zuluaga (Colômbia) Quarto árbitro: Ulisses Tavares da Silva (Brasil) |

Fontes:

## Premiação
| Libertadores 1992             |
| ----------------------------- |
| SÃO PAULO Campeão (1º título) |